# Pietro Campori
Pour les articles homonymes, voir Campori.
Pietro Campori (né en 1553 à Castelnuovo di Garfagnana  en Toscane, et mort le 4 février 1643 à Crémone) est un cardinal italien du début du XVIIe siècle.

## Biographie
Pietro Campori fait des études à Lucques et à Pise. Il se rend à Rome et est à la cour du prélat Cesare Speciano. Le pape Paul V le nomme secrétaire de son neveu Scipione Caffarelli-Borghese et comme intendant de la famille Borghese.
Paul V le crée cardinal lors du consistoire du 19 septembre 1616.
Le cardinal Pietro Campori participe au conclave de 1621, lors duquel Grégoire XV est élu pape, et au conclave de 1623 (élection d'Urbain VIII). Il est élu évêque de Crémone en 1621.

## Sources
- Fiche du cardinal Pietro Campori sur le site fiu.edu